# Chief of Station

Wappen der CIA

Chief of Station (auch Station chief, dt. „Stationsleiter“) ist die offizielle behördeninterne Bezeichnung für den jeweiligen Residenten der Central Intelligence Agency in einer Botschaft der Vereinigten Staaten.

## Auftrag und Status
Der Posten des Chief of Station wird regelmäßig von erfahrenen Mitarbeitern des Directorate of Operations (Human-Intelligence-Abteilung) besetzt. Der Chief of Station ist verantwortlich für alle nachrichtendienstlichen Fragen im Gastland, die Verbindung zu den Nachrichtendiensten des Gastlandes, insbesondere aber für die Führung menschlicher Quellen.
Normalerweise ist er als Mitarbeiter des State Departments legendiert, oft als Presse-, Kultur- oder Wirtschaftsattaché, in jedem Fall aber in einer Funktion, in der er offiziell akkreditiert ist und somit diplomatische Immunität genießt. Bei verbündeten Ländern ist es üblich, dass die entsprechenden Behörden, die es angeht, darüber informiert sind, wer der Chief of Station der US-Botschaft ist. Bei neutralen oder feindlich gesinnten Gastländern gibt es zwar auch diplomatische Kontakte auf nachrichtendienstlicher Ebene, oft wird aber jemand inoffiziell als Chief of Station ausgegeben, während der Beamte, der die eigentliche entsprechende Funktion ausübt, eine verdeckte andere Position innerhalb des Botschaftspersonals innehat, also quasi doppelt verdeckt operiert.
Es kann vorkommen, dass nachrichtendienstliche und verdeckte Operationen auch ohne Wissen des Chief of Station in seinem Verantwortungsbereich durchgeführt werden. Dies geschieht jedoch eher in Ausnahmesituationen.
Im Falle einer Enttarnung, bzw. einer dokumentierten Tätigkeit des Chief of Station, die mit seiner offiziellen diplomatischen Funktion und Status unvereinbar ist (wenn er bei illegaler nachrichtendienstlicher Tätigkeit enttarnt und ertappt wird), wird er zur Persona non grata erklärt und ausgewiesen, da er ja aufgrund seiner diplomatischen Immunität rechtlich nicht belangt werden kann. Es ist internationale Praxis, dass eine Ausweisung mit diesem Hintergrund von der Gegenseite entsprechend beantwortet wird. In diesem Fall werden ebenfalls Diplomaten zur „unerwünschten Person“ erklärt, völlig unabhängig davon, ob sie sich tatsächlich illegal betätigt haben oder nicht. Dabei wird in der Regel auf Parität geachtet – wenn der eine Staat den Kulturattaché und zwei Mitarbeiter ausweist, dann verweist der andere Staat genauso viele Diplomaten in vergleichbarer Stellung des Landes.

## Bekannte Chief of Stations
- Cofer Black: Khartum, Sudan von 1993 bis 1995
- Larry Devlin: Kongo 1960 und 1961.
- Stephen Kappes: Moskau, Neu-Delhi und Frankfurt[1]
- William Nelson: Taiwan 1963
- Henry Pleasants, Bern, Schweiz, 1950 bis 1956[2]; Bonn, Deutschland, 1956 bis 1964[3]
- Thomas Polgar: Frankfurt, 1949, Saigon, von 1972 bis 1975[2]
- Jose Rodriguez: Panama, Mexiko, und die Dominikanische Republik.[4]
- Theodore Shackley: Laos 1966 bis 1968, Saigon 1968 bis 1972
- John Stockwell: Katanga 1968, Burundi 1970.
- Andrew Warren: Algerien 2007–08,[5] angeklagt wegen Vergewaltigung.
- Richard Welch: Griechenland 1975,[6] getötet bei einem Attentat durch die Terrororganisation 17. November.